# Rinorea sessilis
Rinorea sessilis (Lour.) Kuntze – gatunek roślin z rodziny fiołkowatych (Violaceae). Występuje naturalnie w Chinach (w prowincjach Kuangsi i Hajnan) oraz Wietnamie. 

## Morfologia
PokrójZimozielony krzew dorastający do 1–2 m wysokości.
LiścieBlaszka liściowa ma eliptyczny lub eliptycznie lancetowaty kształt. Mierzy 12–14 cm długości oraz 3,5–4,5 cm szerokości, jest piłkowana na brzegu, ma klinową nasadę i spiczasty wierzchołek. Przylistki są lancetowate i osiągają 4 mm długości. Ogonek liściowy jest nagi i ma 7 mm długości.
KwiatyZebrane w gronach wyrastających z kątów pędów. Mają działki kielicha o trójkątnym kształcie. Płatki są owalnie podługowate i mają białą barwę.
OwoceTorebki mierzące 20 mm średnicy, o niemal kulistym kształcie.

## Biologia i ekologia
Rośnie w lasach, na wysokości do 1000 m n.p.m.